# Hoffmannscher Ringofen

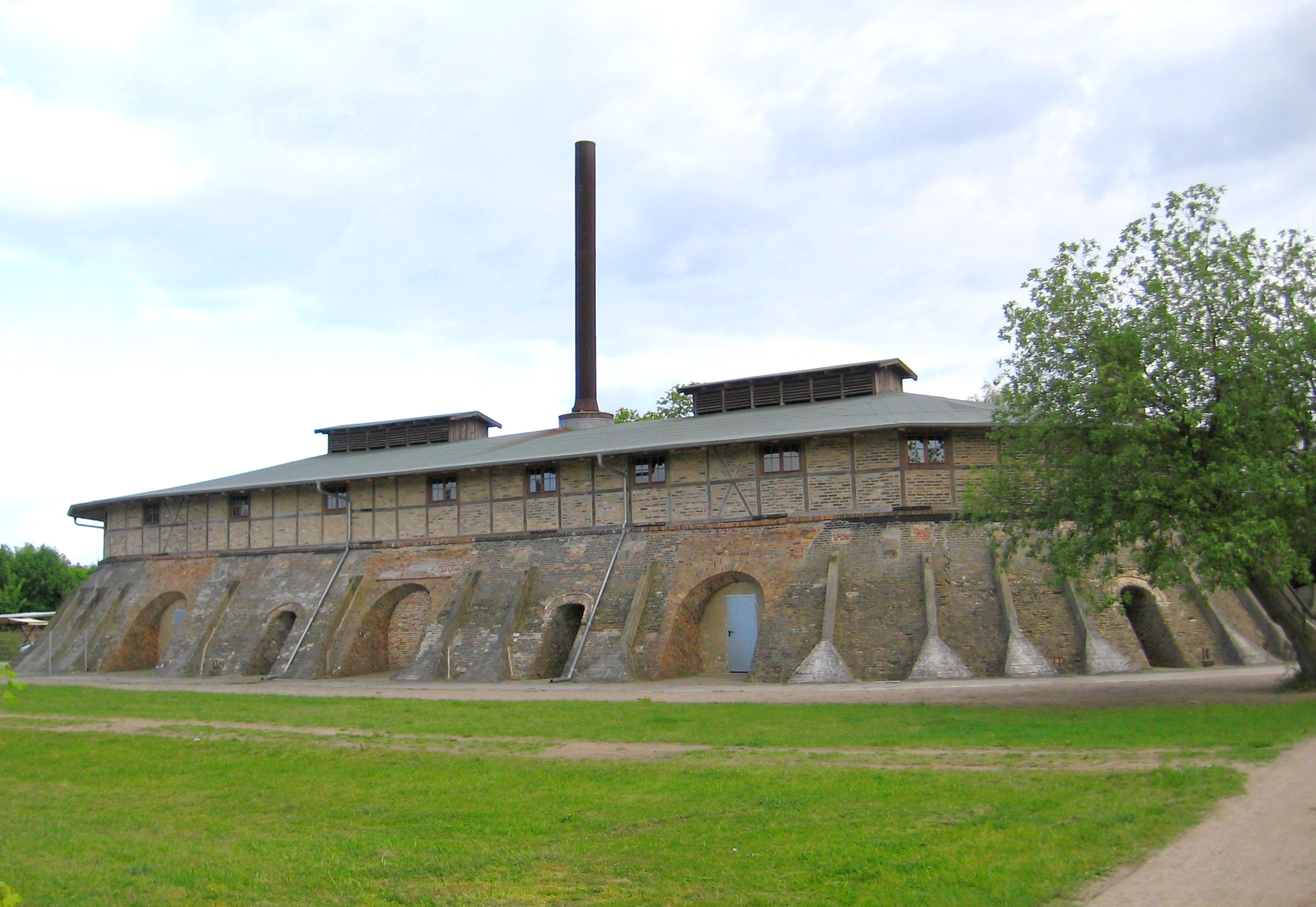
Modernerer ovaler Ringofen im Ziegeleipark Mildenberg

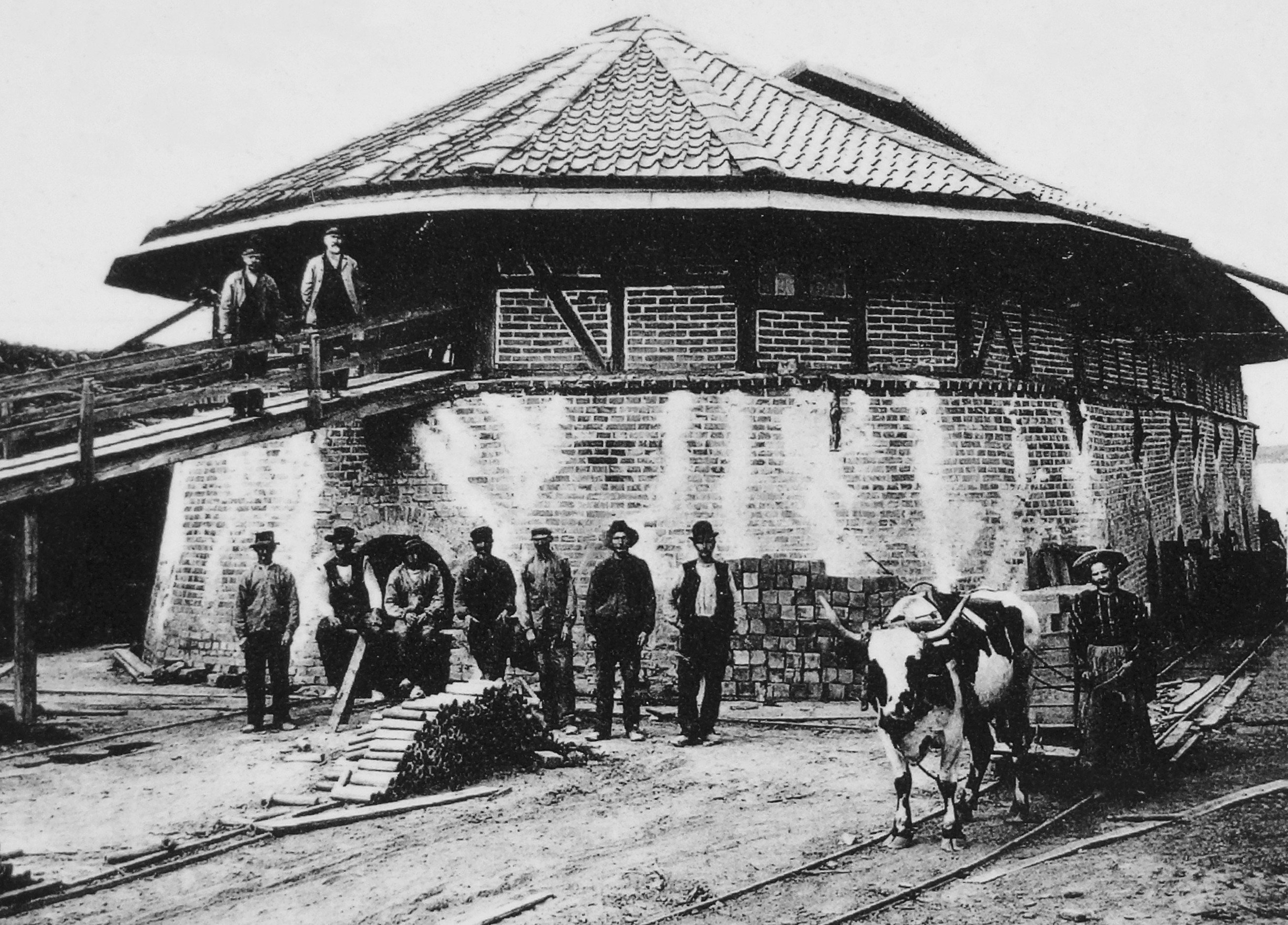
Arbeiter vor einem ovalen Ringofen in Slagsta in Schweden um 1890

Der Hoffmannsche Ringofen (kurz Ringofen) ist eine Einrichtung zum effektiven kontinuierlichen Brennen von Ziegeln, Kalk und Gips. Er ist nach dem Ingenieur Friedrich Eduard Hoffmann benannt, der ihn 1858 zum Patent angemeldet hatte. Der Ringofen ist der Vorläufer der modernen Tunnelöfen als Durchlauföfen. Erfunden wurde der Ringofen 1839 in Fürstenwalde.

## Funktionsprinzip

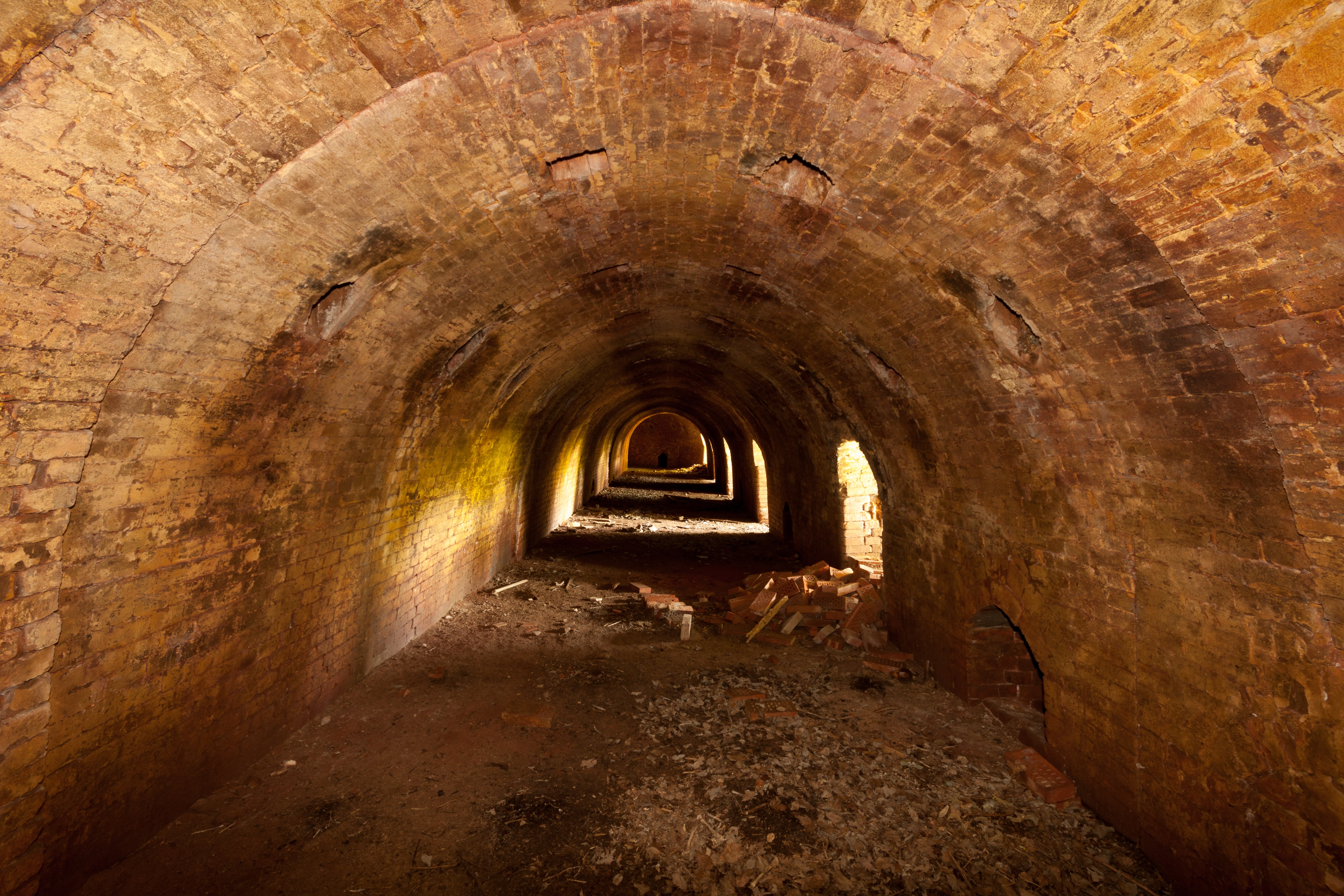
Ovaler Ringofen der Ziegelei Uttum

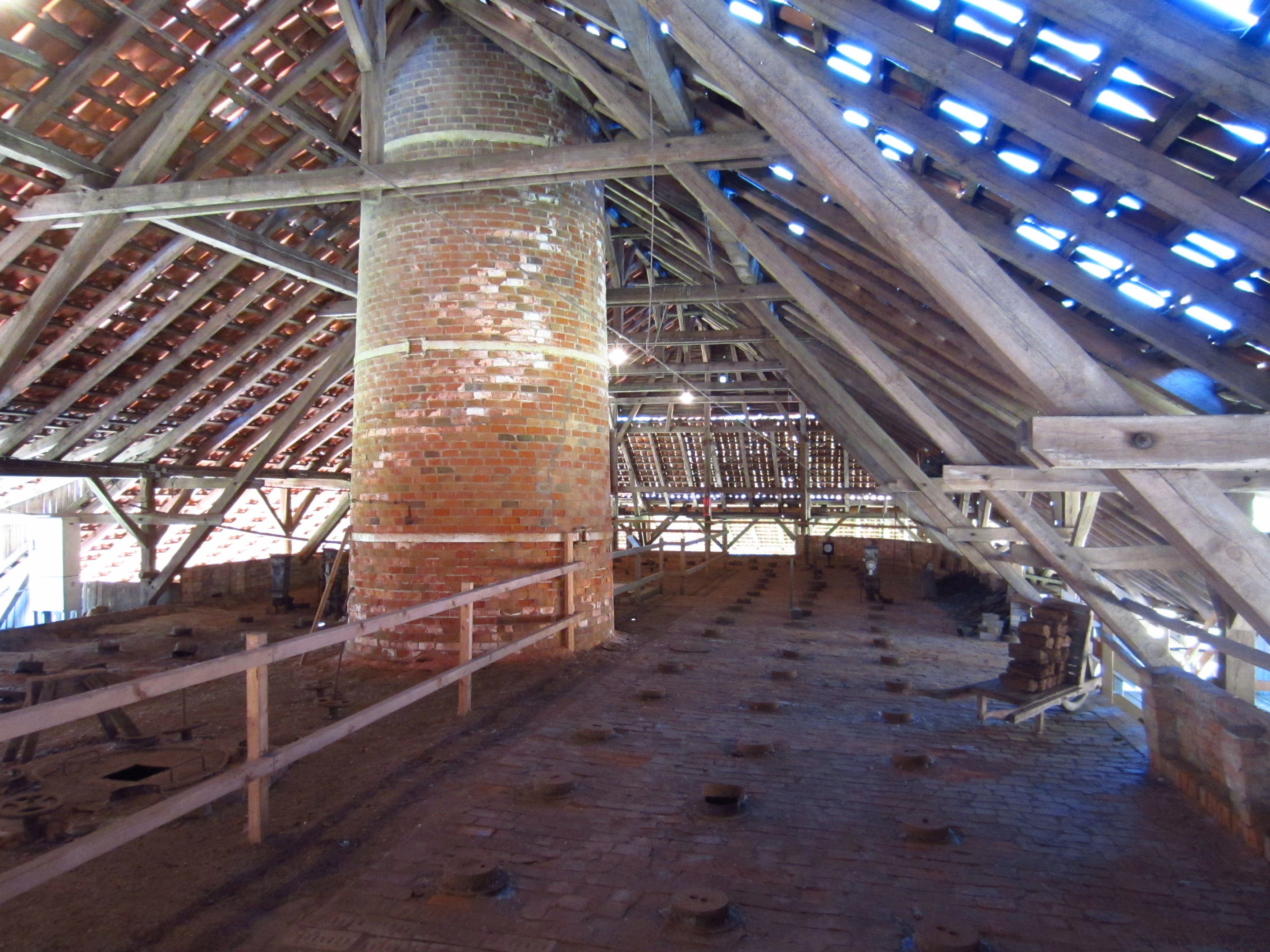
Schürebene des Hoffmannschen Ringofens der Ziegelei Pape in Bevern

Der Ringofen besteht aus einem großen Kreis oder Oval mit etwa 14 bis 20 Kammern, in denen unabhängig voneinander ein Feuer unterhalten werden kann, das die ebenfalls in der Kammer befindlichen getrockneten Ziegelrohlinge brennt. Nach dem Brennvorgang lässt man in einer Kammer das Feuer verlöschen, und die nächste Kammer wird mit Brennstoff beschickt. Dadurch wandert in etwa ein bis zwei Wochen das Feuer einmal um das Oval. Durch Be- und Entlüftung der Kammern erwärmen die gebrannten Ziegel die Zuluft für das Feuer, was diese wiederum schneller abkühlen lässt, während die heißen Verbrennungsgase die Rohlinge trocknen. Gegenüber der beheizten befindet sich die jeweils kühlste Kammer; dort werden die fertigen Ziegel entnommen, und die Kammer wird anschließend neu befüllt.
Als Brennmaterial dient üblicherweise gemahlene Kohle, die von der Oberseite des Ofens durch senkrechte Kanäle in die Kammern geschüttet wird. Meist wird in drei Kammern gleichzeitig gebrannt: In der ersten brennt das schwache Vorfeuer, das zum langsamen Erwärmen der Ziegel dient, in der zweiten brennt das starke Hauptfeuer, das den eigentlichen Brennvorgang bildet, und in der dritten Kammer brennt das wiederum schwache Nachfeuer. Da das Feuer ja immer weiterwandert, brennt in jeder Kammer nacheinander einmal das Vor-, Haupt- und Nachfeuer.
Die Stärke des Feuers wird durch die Menge des Brennstoffs reguliert und darüber, wie schnell hintereinander Brennstoff eingeschüttet wird. Dies verlangte vom Brennmeister große Aufmerksamkeit und viel Erfahrung. Später wurde dieser Vorgang teilweise automatisiert, indem man Schürapparate entwickelte. Dabei handelte es sich um Behälter mit Brennstoff, die über die Feuerungskanäle gestellt wurden. Durch ein Gestänge wurde in gewissen Zeitabständen eine Klappe geöffnet und eine einstellbare Brennstoffmenge fiel selbsttätig in die Brennkammer.

## Entwicklung und Bedeutung
Am 27. Mai 1858 wurde dem königlich-preußischen Baumeister in Berlin Friedrich Eduard Hoffmann in Preußen ein Patent zur „Erfindung eines ringförmigen Ofens zum ununterbrochenen Brennen aller Arten von Ziegeln, Tonwaren, Kalk, Gips und dergleichen“ erteilt. Er hatte dieses zusammen mit Julius Albert Gottlieb Licht, Stadtbaurat von Danzig, angemeldet. Daher wurden diese Öfen auch Ringöfen nach System Hoffmann-Licht genannt. Für das Patent wurde Hoffmann auf der Pariser Weltausstellung von 1867 mit einem ersten Preis (Grand Prix) ausgezeichnet. Das Erprobungsmuster für das Patent befand sich in Scholwin bei Stettin. Nachdem das Versuchsmodell noch nicht recht überzeugte, ließ Hoffmann mit finanzieller Unterstützung des Baumeisters Kaltenbach am Brandvorwerk bei Leipzig einen verbesserten Ofen errichten. Das Patent wurde ihm später in Preußen, Kurhessen und Italien aberkannt, nachdem die Konkurrenz behauptet hatte, dass der Maurermeister Arnold aus Fürstenwalde bereits 1839 den Ringofen erfunden, aber kein Patent angemeldet hatte. Doch behielt Hoffmann noch in über dreißig anderen Staaten sein Patent. 1873 wurde Arnold für seine Erfindung Ehrenbürger von Fürstenwalde.
Der Ringofen revolutionierte die Ziegelindustrie des 19. Jahrhunderts. Der kontinuierliche Brand lieferte zum ersten Mal eine gleichbleibende Qualität der Ziegel, während das Ergebnis in den vorher üblichen Kammeröfen nach jedem Brand anders aussah. Außerdem brannten die Ringöfen erstmals ununterbrochen Tag und Nacht, was den Bedarf an Arbeitskräften sprunghaft anwachsen ließ, zugleich aber auch eine vorher nie gekannte Steigerung der Ziegelproduktion ermöglichte.
Seit 1859 änderte sich das Bild der Häuser von grau (Schilf- und Strohdach, Strauch-, Holz-, Lehmwände) zu rot (Dachpfannen, Ziegelhaus, weniger Feuergefahr). Ziegelrohre ermöglichten Kanalisation sowie unterirdische Drainage und Entwässerung von Feldern.
Heute erfolgt die Ziegelherstellung maschinell. Einige wenige Ringöfen blieben erhalten und werden als Industriedenkmale geschützt. Der älteste noch vollständig erhaltene Ringofen Hoffmannscher Bauart in Deutschland befindet sich in Großtreben in Sachsen. Er wurde 1861–65 erbaut und ab 2010 saniert. Eine der letzten Ziegeleien in Deutschland, die noch einen Ringofen betreibt, ist die Firma Rusch in Drochtersen. In Österreich arbeitet noch das Ziegelwerk Pottenbrunn mit einem Ringofen. In Entwicklungsländern werden sie aber weiterhin verwendet. So sind zum Beispiel im Kathmandutal in Nepal 2009 noch über 90 Ringöfen im Betrieb.

## Runde Ringöfen

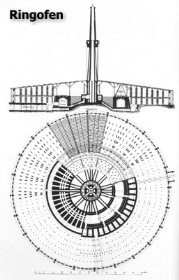
Draufsicht auf einen kreisförmigen Ringofen
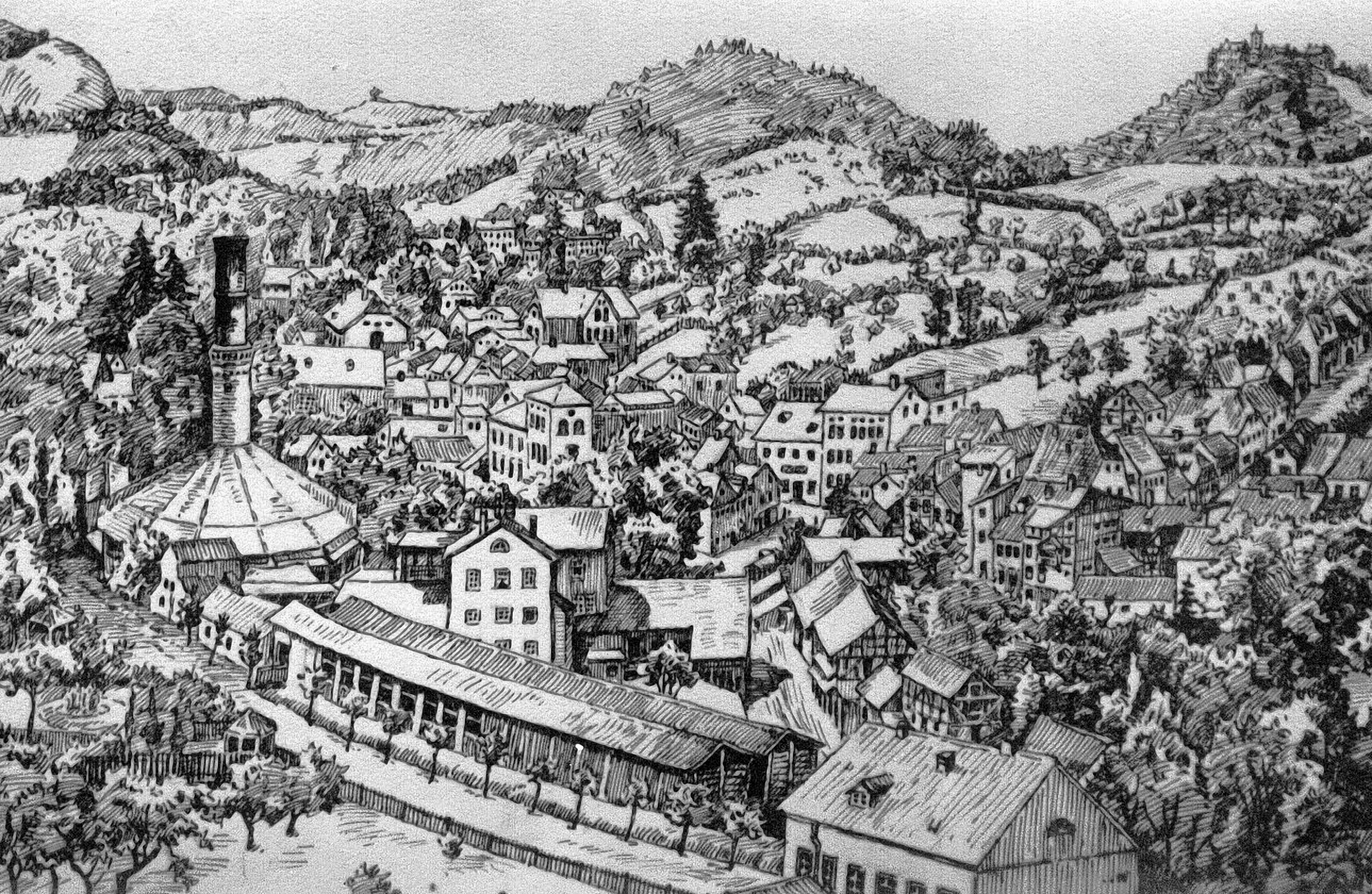
Die Eisenacher Ziegelei Sältzer mit dem 1863 erbauten, runden Hoffmannschen Ringofen, Kupferstich von 1875
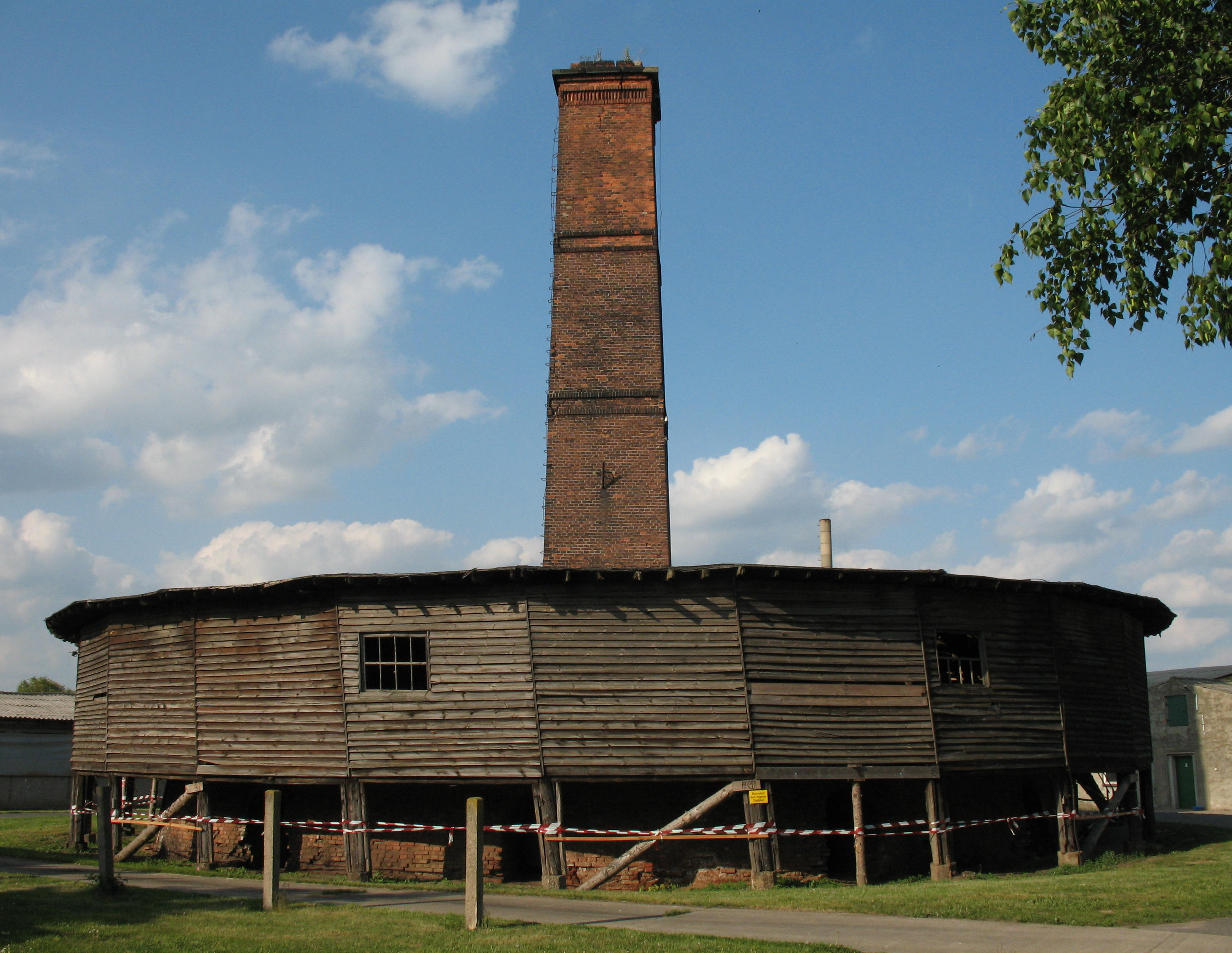
Ringofen in Großtreben, ältester vollständig erhaltener Ringofen Hoffmannscher Bauart in Deutschland (erbaut 1861–65)
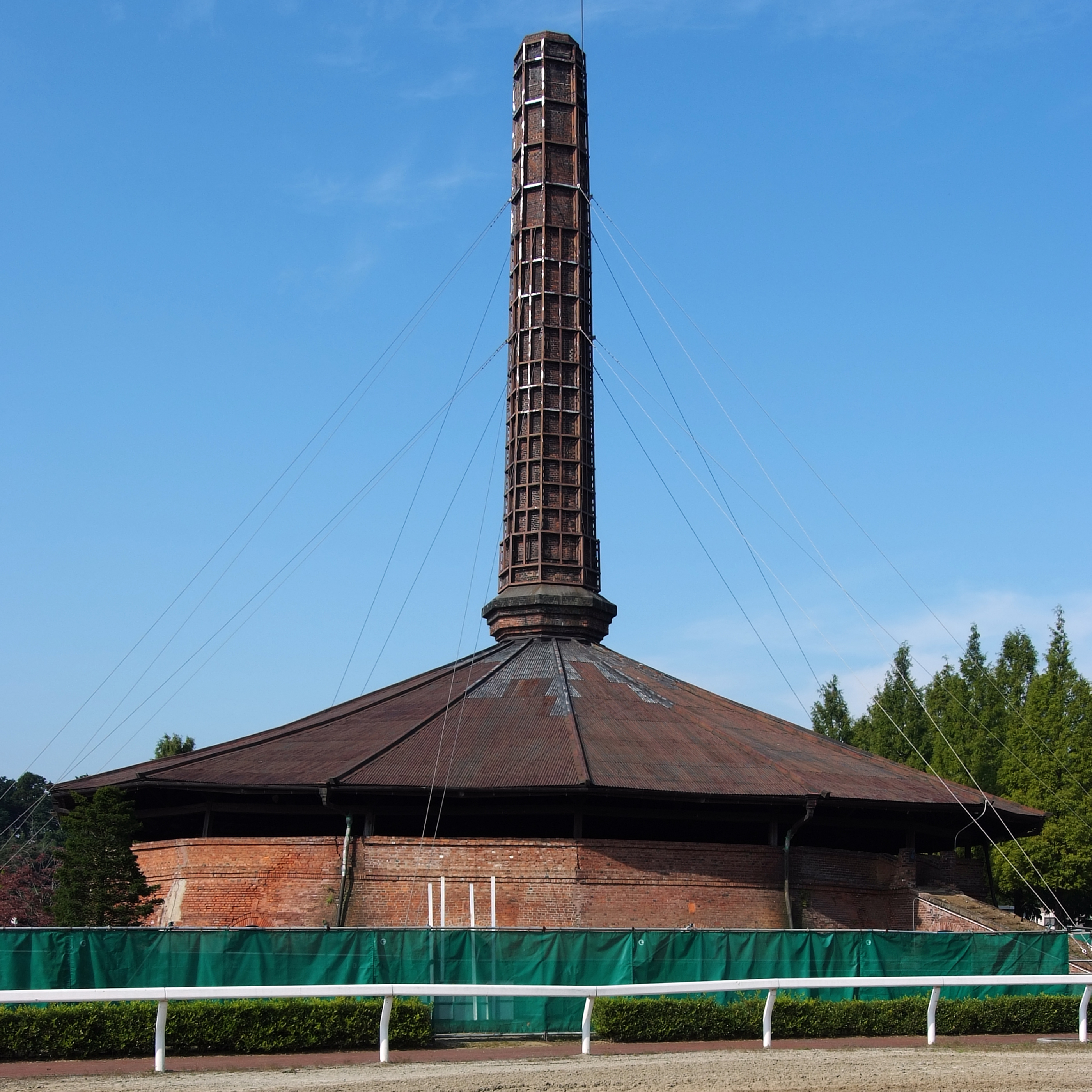
Runder Ringofen nach preußischem System Hoffmann in Tochigi in Japan, erbaut 1889

## Rechteckige Ringöfen

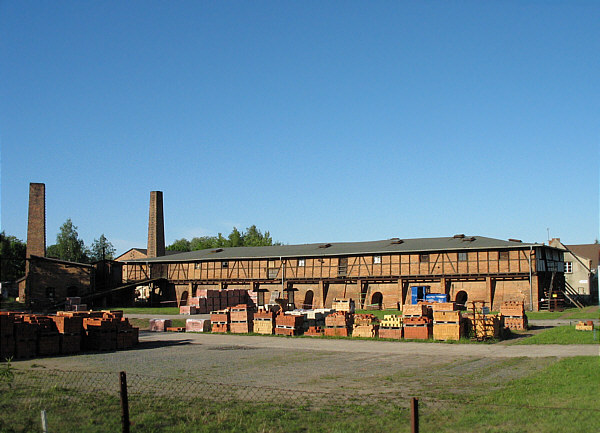
Ziegelei Altglietzen
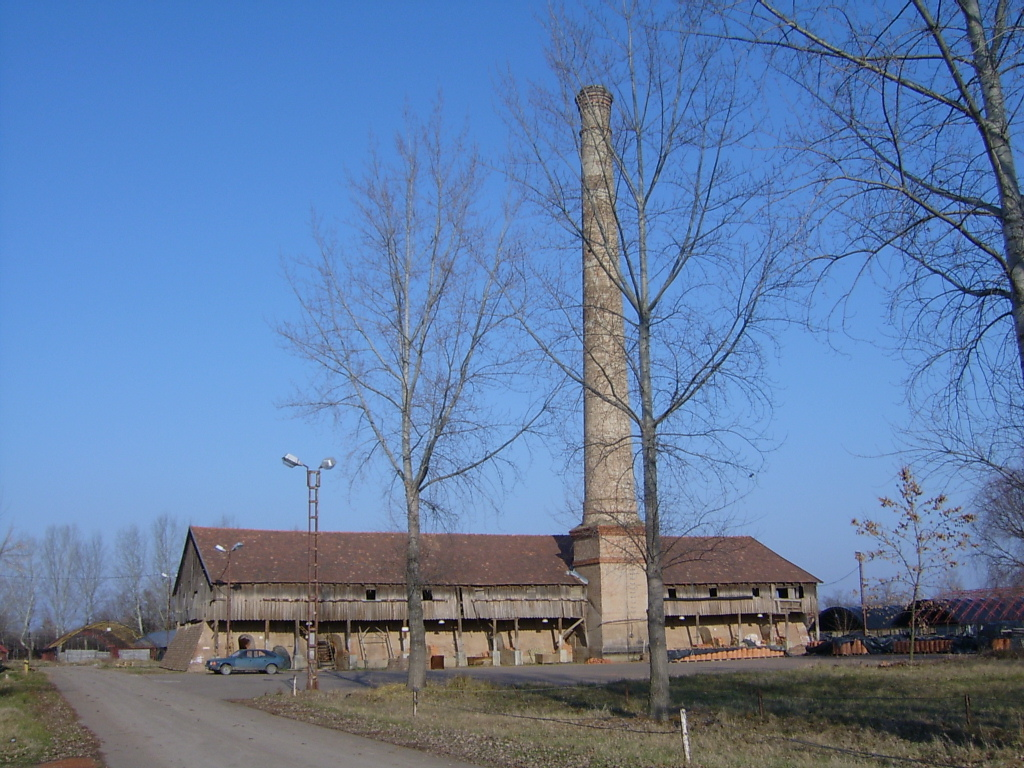
Ziegelei Zsoldos in Szentes, Ungarn
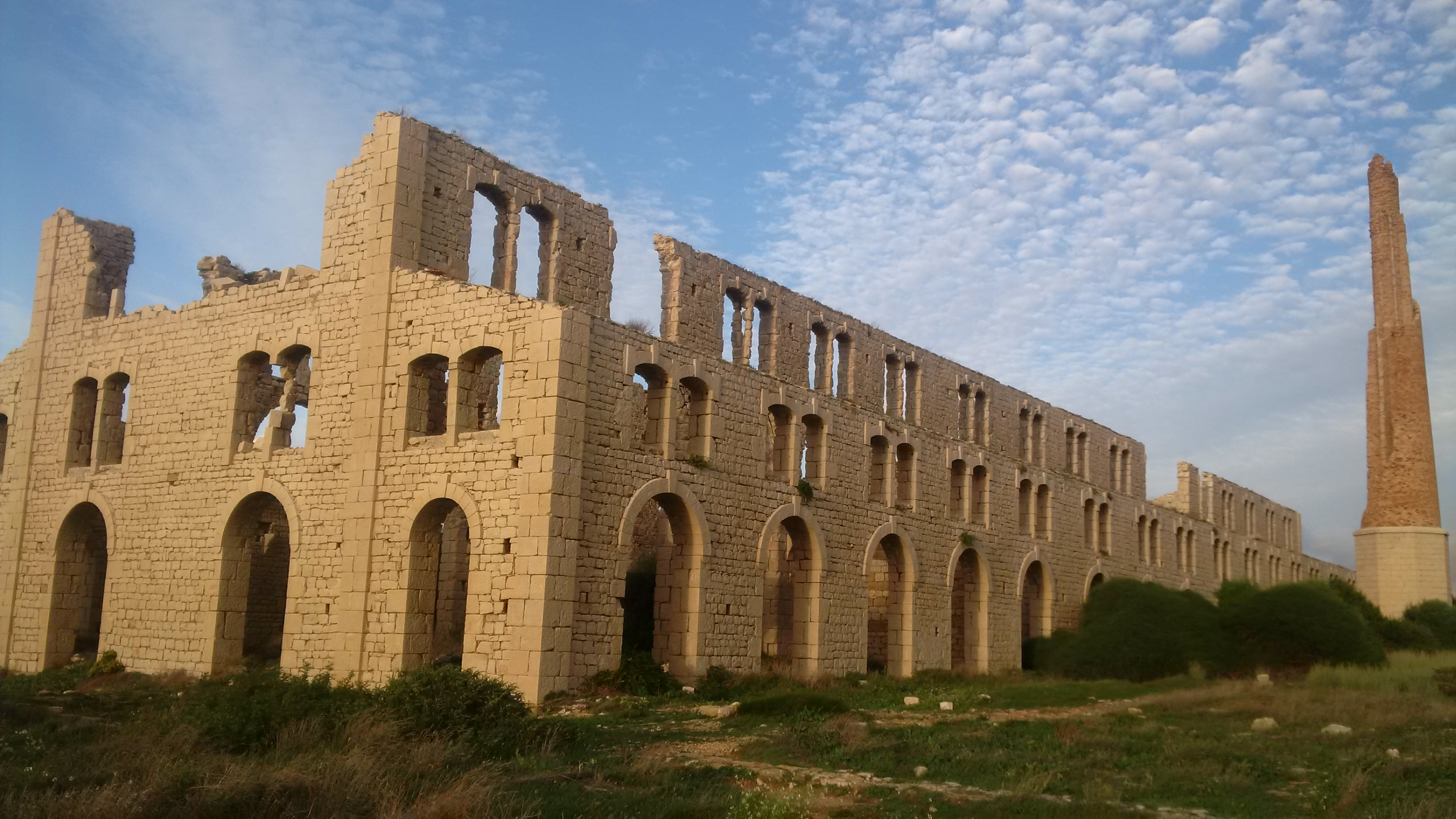
Ziegelei Penna auf Sizilien

## Ovale Ringöfen

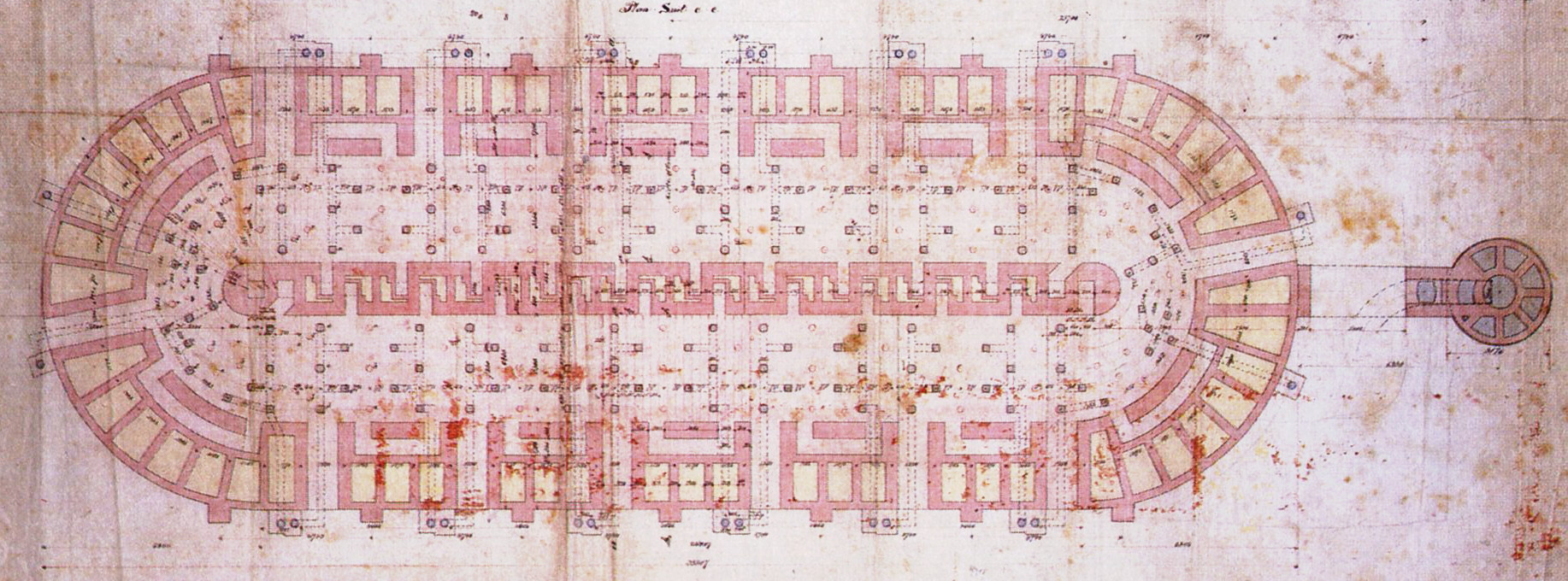
Schnittbild, um 1900, dezentraler Schornstein
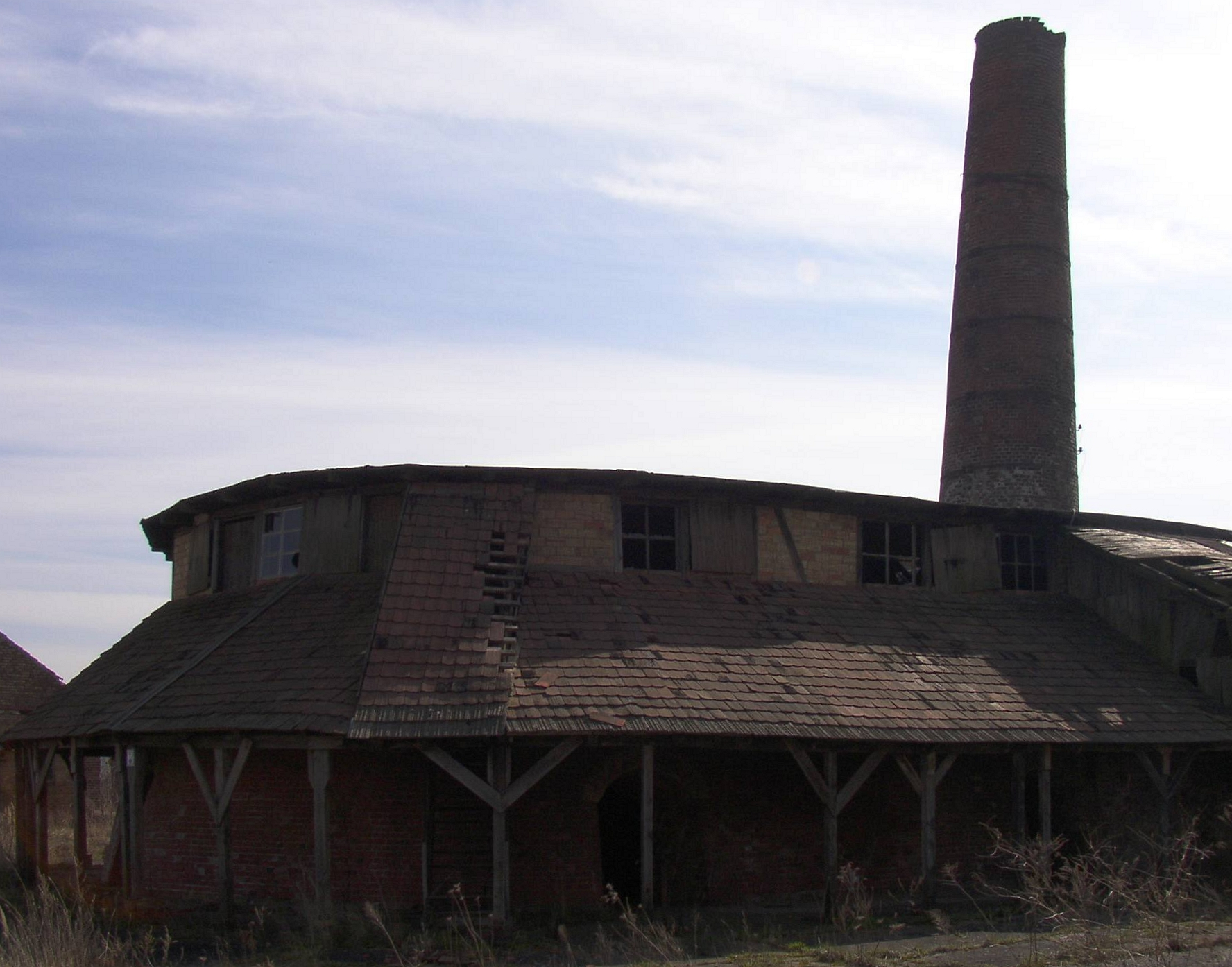
Ringofen in Wiesenburg-Reetz
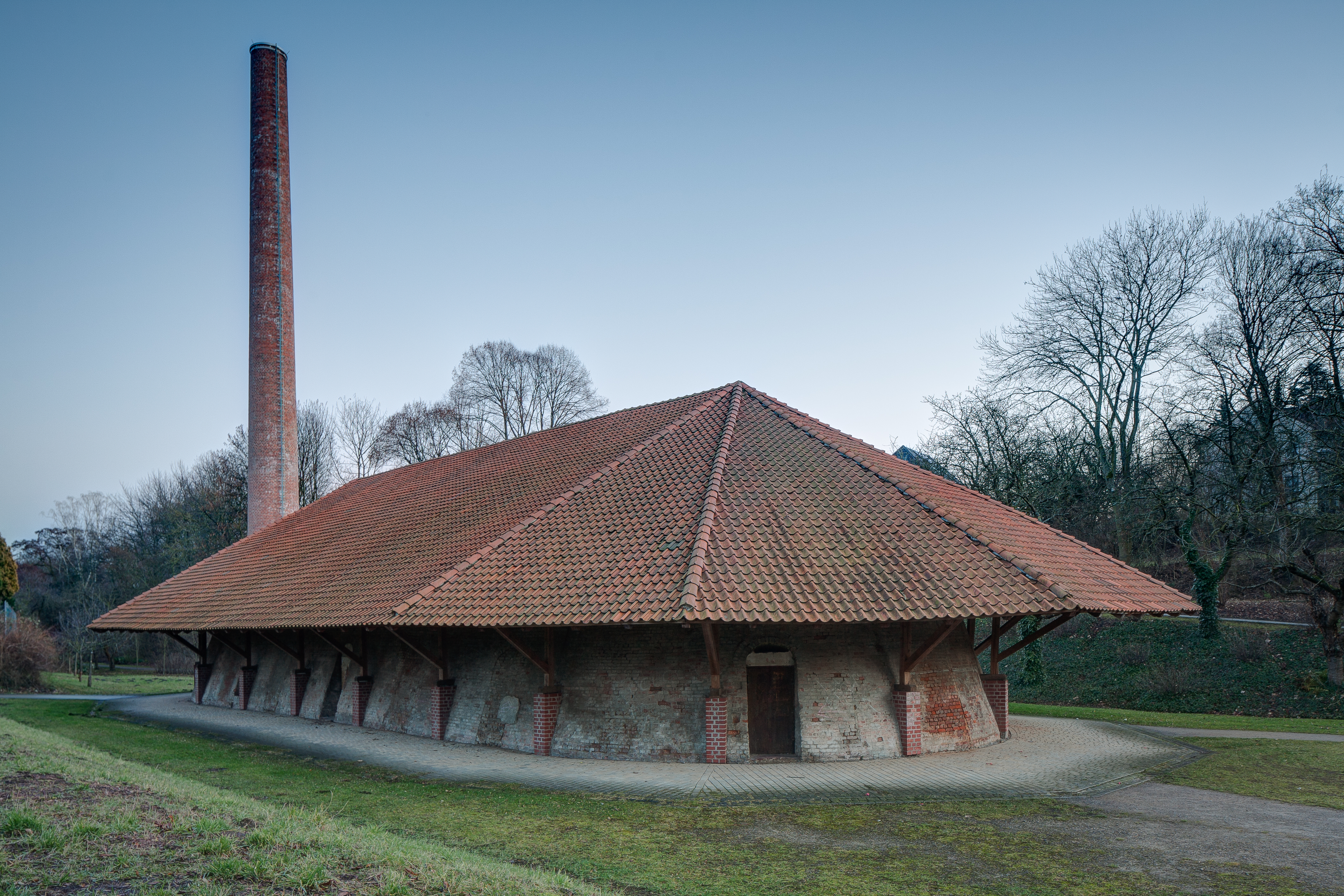
Ringofen im Willy-Spahn-Park in Hannover
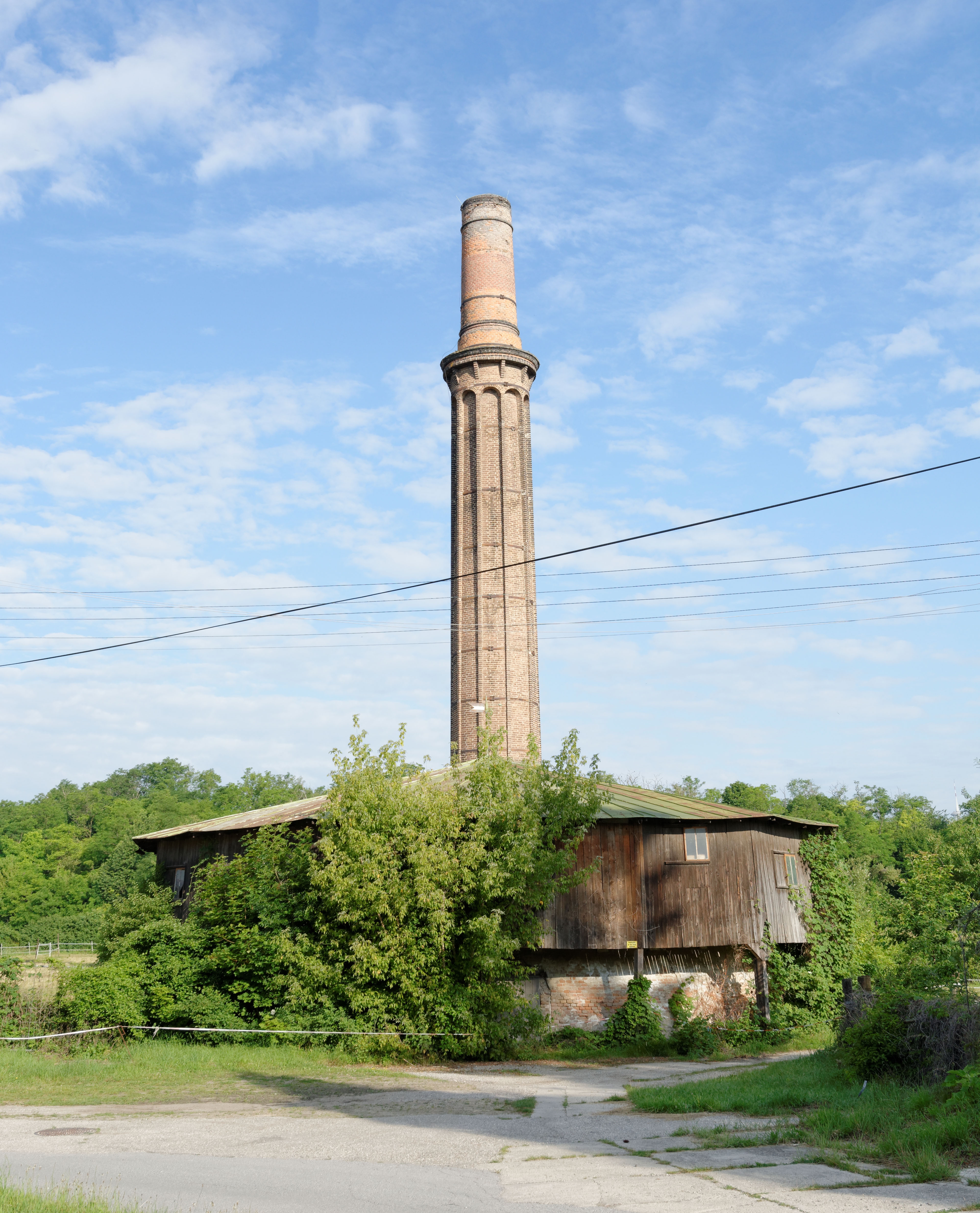
Ziegelofen Neubau-Kreuzstetten, Niederösterreich
- Ziegelherstellung im ovalen Ringofen der Grafschafter Krautfabrik

## Detailbilder

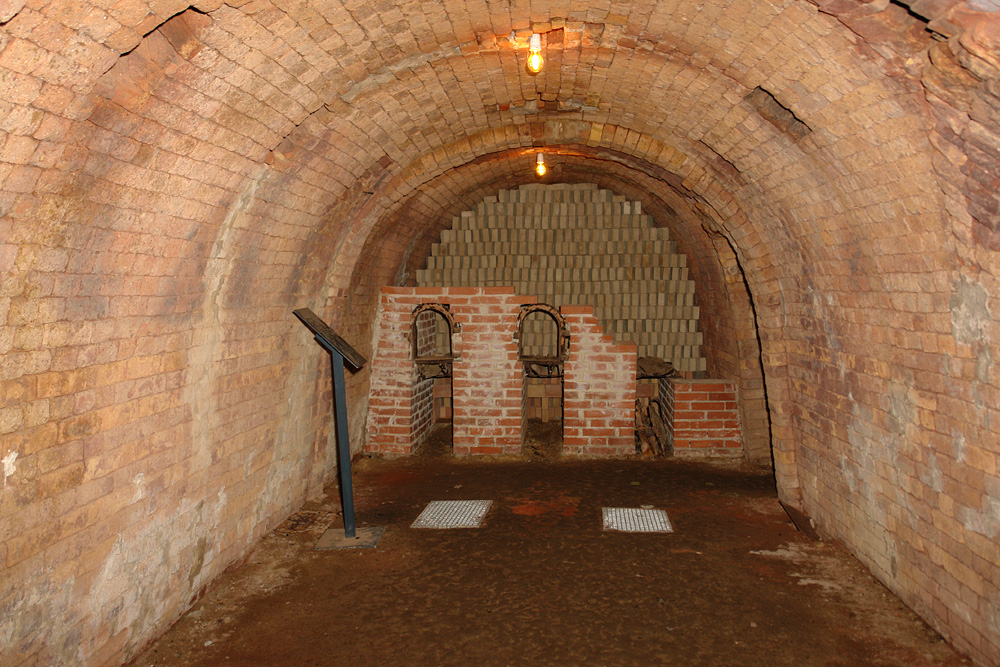
Brennkammer im Ringofen Cathrinesminde mit Rest einer Trennwand, Dänemark
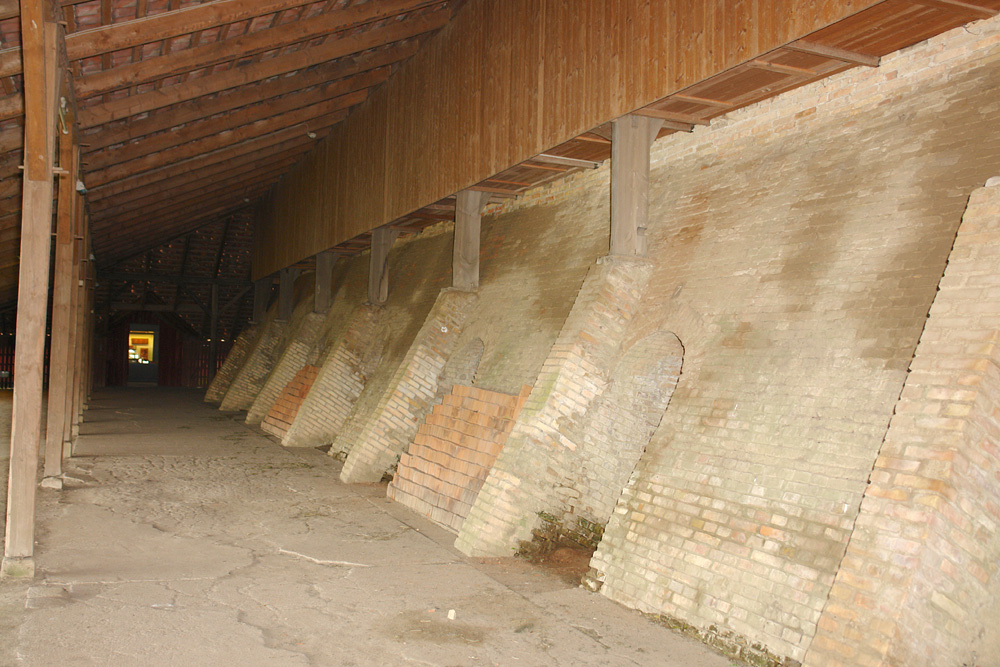
Außenseite Ringofen Cathrinesminde
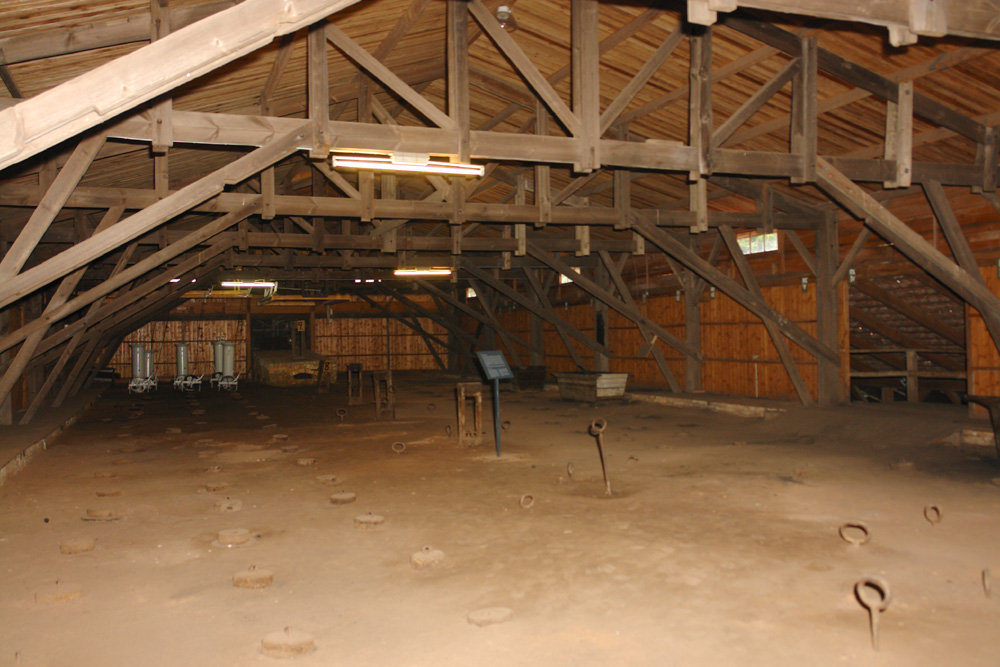
Decke des Ringofens Cathrinesminde, abgedeckte Öffnungen zum Beschicken, Gestänge zur Steuerung der Rauchabzüge
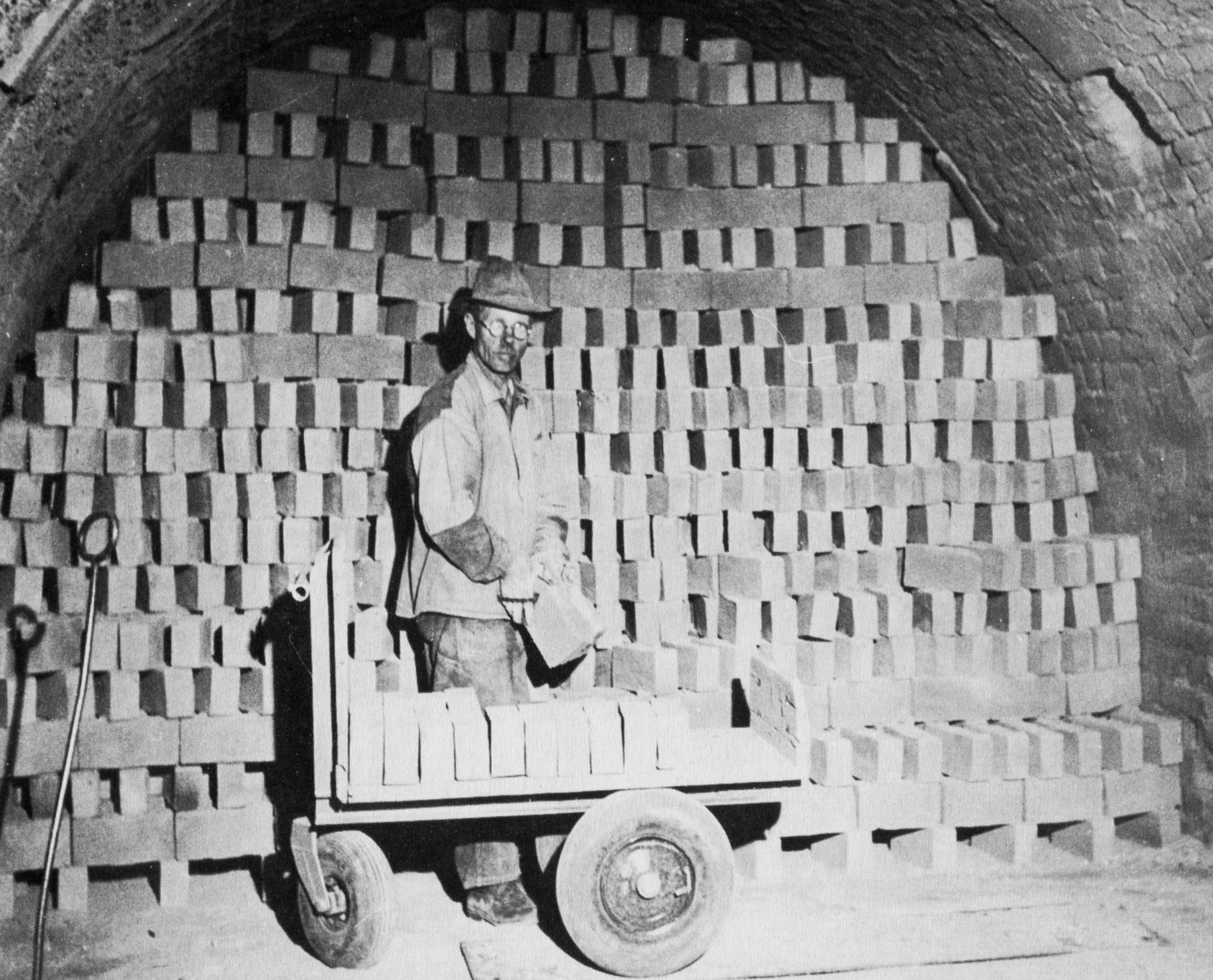
Manuelles Be- oder Entladen eines Ringofens

## Erhaltene Ringöfen

### Brandenburg
- Altglietzen, Chausseestraße 60: Länglich-quadratischer Ringofen der „Dampfziegelei Hietzig“[8] auf der Neuenhagener Insel im Oderbruch
- Klausdorf, Pappelallee 1: auf dem Gelände der Märkischen Ziegel GmbH Klausdorf, Ruine eines runden(?) Ringofens der „Ziegelei Runde“[9] Ofen nach Hoffmann, ab 1868?
- Werder-Glindow, Alpenstraße 44/47: Ziegeleimuseum Glindow: noch aktiver Hoffmannscher Ringofen der Ziegelei Glindow, Führungen durch den inaktiven Ofen möglich. Ehemals 18 Ziegeleien mit etwa 50 Ringöfen gewesen. 1935 nur zwei Ziegeleien vorhanden. VEB Ziegelwerke Glindow 1948, seit 1990 Museum, das noch für Restaurierungen produziert.[10] sowie der teilerhaltene Ringofen auf dem Landsitz Arben (Alpenstraße 56) in Glindow.
- Wiesenburg-Reetz: ovaler Ringofen der Ziegelei Reetz von 1887, stillgelegt 1992,[11] Ruine
- Zehdenick-Mildenberg, Museum Ziegeleipark Mildenberg: ovaler Ringofen, ab 1887 hier 57 Ringöfen vorhanden gewesen, letzte Öfen stillgelegt 1991, mit Feldbahnen und Ziegeleihafen erhalten[12]

### Hessen
- Wiesbaden-Bierstadt: Alte Ziegelei (Wiesbaden), Ziegeleiruine der Firma Nath und Oeder mit Ringofen, sowie zwei weitere Ziegeleiruinen bei Wiesbaden[13]

### Mecklenburg-Vorpommern
- Kritzow-Benzin, Ziegeleiweg: Hoffmannscher Ringofen der „Ziegelei Benzin“ von 1907/08, bis 1990 in Betrieb
- Hagenow, Toddiner Chaussee: Ringofen der Ziegelei Eggeling größter Ringofen in Mecklenburg-Vorpommern.

### Niedersachsen
- Bremervörde-Bevern, Malstedter Straße 38: Ziegeleimuseum der ehemaligen Ziegelei Pape von Johann Pape, restaurierter ovaler Ringofen von 1912 mit zentralem runden Schornstein[14]
- Drochtersen, Ritscher Außendeich 2: Aktiver Ringofen der noch arbeitenden Firma Rusch, letzte aktive Ziegelei im Kehdinger Land. Der Ziegellagerboden neben dem Ofen wurde zum Seminarraum umgenutzt. Ringofen wohl von 1880[15]
- Hannover-Ahlem, Willy-Spahn-Park, restaurierter ovaler Ringofen von 1925, der zum Kalkbrennen genutzt wurde. System Hoffmann mit dezentralem runden Schornstein, stillgelegt um 1930, Brennraum ständig öffentlich zugänglich, Schürebene zu besonderen Terminen zugänglich.[16]
- Krummhörn: ovaler Ringofen von 1907 in der Ruine der Dampfziegelei Gebrüder Ekkenga
- Krummhörn-Pilsum: Ruinen der Ziegelei Pilsum mit Ringofen
- Krummhörn-Uttum: ovaler Ringofen der Alten Ziegelei in Uttum von 1898
- Sehnde: Keramische Hütte, Ringofen von etwa 1900, durch Brand 2022 zerstört
- Westerholt (Wardenburg): Ziegeleimuseum Westerholt mit Ringofen[17]

### Nordrhein-Westfalen
- Düsseldorf-Ludenberg: Ruine eines ovalen Ringofens (ehem. Ziegelei Sassen), restauriert, 19. Jahrhundert
- Erkelenz, Wockerather Weg 38: aktiver ovaler Ringofen der Firma Gillrath[18]
- Lage, Ziegeleimuseum Lage: Hoffmannscher Ringofen, ab 1909
- Rheda-Wiedenbrück: Ofen der ehemaligen Ziegelei Eusterbrock, 1865–70?
- Viersen: Süchtelner Straße 188 (an der Alten Süchtelner Landstraße), rechteckiger Ringofen
- Witten: Ringofen auf der ehemaligen Zeche Nachtigall

### Rheinland-Pfalz
- Mainz-Bretzenheim: Ziegeleimuseum Alte Ziegelei (Mainz), Ringofen ab 1904 mit Fachwerküberbau[19]

### Sachsen
- Chemnitz-Rottluff, Am Heim: ovaler Ringofen (um 1900) inklusive zentraler Esse ruinös erhalten. Ehemalige Ziegelei Altendorf.
- Geithain-Sommerhof, Am Kalkweg 10: teilrestaurierter runder Ringofen System Hoffmann und Licht, nach preußischem Patent von 1858 (des ehemaligen Kalkwerkes Heinrich Bauch), Inbetriebnahme am 20. Juli 1869[20], 1870[21] besichtigte der sächsische König Johann bei einem Besuch in Geithain den hier errichten Ringofen, ältester teil-erhaltener Hoffmannscher Ringofen in Sachsen, genutzt bis 1910 (Teilabriss), erhalten ohne Schornstein, restauriert; sowie Reste zweier (oder eines?) Mehrkammerofens (ca. 1869–1885) zum Brennen von Ziegeln oder Kalk an der Peniger Straße 3c
- Glauchau, Lungwitzer Str. 52: halb erhaltener und restaurierter ovaler Ringofen, entkernt, restauriert.
- Großtreben-Zwethau: angeblich ältester erhaltener Ringofen Europas in Großtreben, ältester vollständig erhaltener Ringofen Hoffmannscher Bauart in Deutschland (erbaut 1861–65), mit quadratischem Schornstein und Holzaufbau (Obergeschoss)[22]
- Meißen, OT Rotes Haus, An der Ziegelei 1/1b: Ringofen der Ziegelei „Rotes Haus“ mit Schornstein, auf Privatgelände leicht ruinös erhalten
- Niederwürschnitz, Nach den Steegen 2: Ringofen auf dem Gelände der Alten Ziegelei[23]
- Pegau, Audigaster Straße 15: Museum Ziegelei Erbs mit Ringofen von 1908/10[24]

### Sachsen-Anhalt
- Elbe-Parey, Güsener Straße 18 in Parey: großer runder Ringofen nach Hoffmann und Licht von etwa 1885 mit rundem Schornstein, 1978 stillgelegt, ruinös erhalten, ehemalige Ziegelei Seeger-Pahry Rathenow (lt. Ziegelstempeln), ehem. Hafen noch erkennbar → Hauptartikel: Hoffmannscher Ringofen Parey
- Bornstedt-Neuglück: 2 runde Ringöfen, beide ruinös im ehemaligen Ort Neuglück[25]
- Westeregeln, Kalkberg 1: Museum „Alte Ziegelei“ mit angeblich längstem Ringofen Europas[26]

### Dänemark
- südwestlich von Broager an der Flensburger Förde: Ziegeleimuseum Cathrinesminde: Ringofen von 1892 erhalten, bis 1968 betrieben[27]
- Fredensborg-Nivå im Nordosten der Insel Seeland: sehr alter runder Ringofen (1870), gut erhalten mit zentralem Schornstein und hölzernem Aufbau/Obergeschoss, ehemalige Ziegelei „Nivaagaard Teglvaerk“ in Nivå, Ziegeleimuseum
- Lilleskov Teglværk

### Großbritannien
- Ort Prestonpans an der Ostküste Schottlands am Firth of Forth: Prestongrange Colliery, Industriemuseum Prestongrange Industrial Heritage Museum mit Ringöfen (Hoffman kiln) und Steinkohlebergwerk[28]

### Italien
- zwischen Sampieri und Villagio Portosalvo auf Sizilien: Ziegelbrennerei Penna („Fornace Penna“), quadratischer Ofen, Ruine

### Liechtenstein
- Hoffmann’scher Ringofen Nendeln: ovaler Ringofen

### Österreich
- Gänserndorf: ovaler Ringofen
- Leobersdorf: ehemalige Ziegelei Nothaft, der Schornstein ist noch erhalten
- Leoben-Mühltal, Ostererweg 10: restaurierter Ringofen der ehemaligen Ziegelei Schirnhofer/Dörfler mit zentralem Schornstein
- Neubau-Kreuzstetten: runder Ringofen, ab 1870, mit zentralem rund-profiliertem Schornstein, mit Holz-Obergeschoss
- Pottenbrunn, Bahnstraße 50: aktiver Ringofen im Ziegelwerk Pottenbrunn[7], letzter gewerblich in Österreich betriebener Ringofen[29]
- Wien-Inzersdorf, Gsellhofergasse 1: privates Wiener Ringofenmuseum, Ringofen von 1869 im ehemaligen Ziegelwerk Neusteinhof. Stillgelegt um 1920. Besichtigung auch des Ofeninneren nach Voranmeldung.[30]

### Ungarn
- Szentes: ehemalige Ziegelei Zsoldos

### Asien
- Stadt Nogi, Kreis Shimo-Tsuga, Präfektur Tochigi: runder Ringofen nach System Hoffmann, erbaut 1889, ehemals Shimotsuke renka seizō gaisha (下野煉化製造会社, engl. „Shimotsuke Brickyard Co. Ltd.“), Japan
- Kaohsiung City, Sanmin District: langer Ofen, ehemals Tangrong Ziegelfabrik, Taiwan

## Trivia
Im Theaterstück Der Lohndrücker, das sich mit den Produktionsbedingungen in der DDR direkt nach dem Zweiten Weltkrieg auseinandersetzt, legt Heiner Müller die Handlung um einen Ringofen an, der im laufenden Betrieb repariert werden soll.